# Lotus oliveirae
Lotus oliveirae är en ärtväxtart som beskrevs av Auguste Jean Baptiste Chevalier. Lotus oliveirae ingår i släktet käringtänder, och familjen ärtväxter. Inga underarter finns listade i Catalogue of Life.